# Региомонтан
Јохан Милер фон Кенигсберг (Кенигсберг ин Бајерн, 6. јун 1436— 6. јул 1476), познатији као Региомонтан (лат. Regiomontanus) је био немачки математичар, астроном и преводилац. Рођен је у месту Кенигсберг ин Бајерн у немачкој савезној држави Баварска. Као аутор својих дела потисиваи се латинским именом Joannes de Monte Regio („Јован од Краљевског Брда“). Име Региомонтан је први употребио Филип Меланхтон 1534., педесет осам година након његове смрти.

## Биографија
Са једанаест година уписао се на Универзитет у Лајпцигу, а 1451. школовање је наставио на Бечком Универзитету где је постао ученик и пријатељ аустријског астронома Георга фон Појербаха. 
1460. године папски изасланик Василије Висарион је стигао у дипломатску мисију у Беч да од Појербаха затражи нов превод Птоломејевог Алмагеста. Такође га је позвао да пође с њим у Италију након завршетка рада на преводу. Појербах је на то пристао, али под условом да и Региомонтан пође с њим. Међутим, Појербах је умро годину дана касније, а Региомонтан је обећао да ће наставити с радом на преводу Алмагеста. Наредне четири године, Региомонтан је провео путујући по северној Италији као члан Висарионовог двора, прикупљајући математичке и астрономске рукописе за њега. Том приликом упознао се са водећим италијанским математичарима тог доба. За то време Региомонтан је завршио скраћену верзију Алмагеста под називом Epytoma in almagesti Ptolemei. Касније је Никола Коперник наводио ову књигу као веома утицајну за свој рад.
Боравио је у Угарској, где је на двору краља Матије Корвина израђивао астрономксе инструменте и сређивао грчке рукописе. 1471.је у Нирнбергу је у својој штампарији одштампао први астрономски уџбеник – Theoricae novae Planetarum, свог учитеља Георга фон Појербаха. Ту је са својим учеником Бернхардом Валтером направио једну од првих кућних астрономских опсерваторија у Европи. 1474. објавио је Ефемериде – табеле положаја звезда и планета за сваки дан од 1474. до 1505., које су замениле застареле Алфонсинске табеле. То су биле прве астрономске табеле у штампаном облику које су касније користили Васко да Гама, Кристифор Колумбо, Фернандо Магелан, Америго Веспучи и многи други истраживачи. 
Године 1475. је на позив папе Сикста IV отишао у Рим да помогне у рефроми постојећег јулијанског календара. Међутим, 6. јула 1476., месец дана након свог четрдесетог рођендана преминуо је под неразјашњеним околностима.
Један кратер на Месецу носи његово име.